# Poșta Română
Compania Națională Poșta Română S.A. (Poșta Română) este operatorul național de servicii poștale și de curierat din România, furnizor unic de serviciu universal pe întreg teritoriul țării.

## Istoric
1399 – Hrisovul emis de domnitorul Mircea cel Bătrân. La Giurgiu apare primul document privind existența serviciilor poștale în teritoriu. 
1858 – Cap de bour – pe teritoriul Moldovei se introduc timbrele poștale, fiind tipărite cu o presă manuală, bucată cu bucată, patru valori ale primei emisiuni. 
1864 – Înființarea poștei moderne: domnitorul Alexandru Ioan Cuza a unit serviciul poștal cu cel telegrafic, iar în 1893 a fost adăugat și serviciul telefonic. 
1865 – Legea telegrafo-poștală: prima lege de organizare a ramurii de comunicații. 
1874 – Uniunea Poștală Universală (UPU): la Berna s-a desfășurat primul Congres Poștal în cadrul căruia s-a creat Uniunea Poștală Universală, România fiind unul dintre cei 22 de membri fondatori ai organizației.
1991 – Regia Autonomă Poșta Română: în iunie, prin Hotărârea de Guvern nr. 448/27 a fost înființată Regia Autonomă Poșta Română iar serviciile poștale au devenit astfel autonome din punct de vedere financiar. 
1992 – Programul de regionalizare: primul pas spre descentralizare a fost susținut pe patru principii: al structurii organizaționale, al calității, economic și internațional. 
27 iunie 1996 – Legea serviciilor poștale: Poșta Română a devenit operator public național. 
1998 – CN Poșta Română SA: Regia Autonomă Poșta Română a fost transformată în societate pe acțiuni, statut care este în vigoare și în prezent. 
2004 – Desemnarea ca furnizor de serviciu universal: CN Poșta Română a fost desemnată, pentru o perioadă de 5 ani, ca furnizor de serviciu universal în domeniul serviciilor poștale. 
2009 – A fost prelungită, până la data de 31 decembrie 2012, perioada de desemnare a CN Poșta Română SA ca furnizor de serviciu universal în domeniul serviciilor poștale, compania beneficiind de dreptul exclusiv de a presta servicii poștale având ca obiect trimiteri de corespondență, indiferent dacă livrarea acestora este accelerată sau nu, a căror greutate este mai mică de 50 g și al căror tarif este mai mic de 2 lei.
În prezent Poșta Română se află în proprietatea Statului Român, reprezentat de Ministerul Comunicațiilor și Societății Informaționale (75% din pachetul de acțiuni) și Fondul Proprietatea (25% din pachetul de acțiuni). Managementul Companiei Naționale Poșta Română a fost desemnat politic din cauza controlului exercitat de stat. În 2023 majoritatea managerilor, membrilor CA și ai Direcțiilor Regionale erau membri PNL, iar restul membri PSD și UDMR. 
Poșta Română a fost desemnată  furnizor unic de serviciu universal în decembrie 2013 de către ANCOM (Autoritatea Națională pentru Administrare și Reglementare în Comunicații).
Desemnarea Poștei Române ca furnizor unic de serviciu universal s-a făcut din oficiu, având în vedere că  "în urma anunțului de intenție publicat în luna septembrie 2013, nicio companie nu a depus o cerere care să îndeplinească condițiile de formă, dar și de eligibilitate pentru a fi desemnată ca furnizor de serviciu universal în domeniul serviciilor poștale".
Poșta Română este cel mai mare operator de profil din România și dispune de o rețea teritorială de peste 5.500 oficii poștale, distribuind săptămânal peste 10 milioane de trimiteri poștale. 
Poșta Română are ca obiect de activitate:
A. Servicii poștale:
I. Servicii poștale de bază;
II. Servicii poștale altele decât cele de bază.
B. Editarea, tipărirea, comercializarea și păstrarea timbrelor și efectelor poștale în conservatorul de timbre;
C. Alte prestări de servicii conexe celor menționate mai sus și orice alte activități conform legislației în vigoare. 
Poșta Română este și acționar unic la Romfilatelia - societatea specializată în editarea și comercializarea mărcilor poștale românești.
La sfârșitul anului 2014, Poșta Română avea peste 27.000 de angajați, din care peste 11.000 erau factori poștali.
În 2014 Poșta Română a lansat propria companie de asigurări - Poșta Română Broker de Asigurări, societate cu personalitate juridică distinctă, autorizată de către Autoritatea de Supravegere Financiară, având ca acționar unic Compania Națională Poșta Română. Poșta Română Broker de Asigurări intermediază "asigurări generale, de la RCA la polițe de sănătate". În 2023, turbulențele de pe piața asigurărilor RCA a determinat managementul companiei să își declare intenția de a se apleca mai tare asupra acestei piețe.

## Sucursale
Poșta Română este organizată în 41 de oficii județene de poștă și două sucursale, respectiv: Fabrica de Timbre și Sucursala Servicii Express. La nivelul întregii țări există șapte centre regionale de tranzit..

## Galerie
| Poşta Română - sediul central | Oficiul Poştal Bucureşti 51, Poşta Română |  |  |
| ----------------------------- | ----------------------------------------- |  |  |